# Alfred Yego
Alfred Kirwa Yego (født 28. november 1986 i Kenya) er en kenyansk atletikudøver (mellemdistanceløber), der vandt guld på 800 meter ved VM 2007 i Osaka, og bronze på samme distance ved OL i Beijing 2008.